# Manfredi Beninati
Manfredi Beninati (Palermo, 11 gennaio 1970) è un pittore, scultore e installatore italiano.

## Biografia
Dopo aver abbandonato gli studi alla Facoltà di Giurisprudenza all'Università di Palermo, ha studiato cinema ed ha lavorato, agli inizi degli anni novanta, come assistente alla regia in alcune produzioni italiane come Il sole buio di Damiano Damiani o La piovra 5. Ha quindi vissuto all'estero (Regno Unito, Spagna, Paesi Bassi) fino al principio del XXI secolo quando, rientrato in Italia, inizia a dedicarsi all'arte ("per via d'una scommessa", racconterà in più d'un'intervista).
Dal debutto avvenuto nel 2003 con una personale alla Galleria Lorcan O'Neill di Roma, Beninati ha esposto in mostre personali a Londra, New York, Buenos Aires, Tokio, Roma e Los Angeles e collettive in musei come la Royal Academy e la Hayward Gallery di Londra, il MAXXI di Roma, il Parrish Museum di Southampton, l'Hammer Museum di Los Angeles.
Ha, inoltre, partecipato ad un gran numero di biennali come quelle di Liverpool, Atene, Istanbul, Thessaloníki, Shanghai, Mardin e, per due volte Venezia, nel 2005 e nel 2009. Alla 51^ Biennale di Venezia ha ricevuto il Premio del Pubblico per il padiglione italiano.
Altri premi includono il Fulbright Award ed il Rome Prize.
Da alcuni anni vive e lavora tra Roma, Los Angeles e Palermo, dove nel 2010 ha fondato una associazione no-profit intitolata alla memoria del fratello Flavio.

## Opera
Sebbene sia maggiormente conosciuto per i suoi olii e le sue installazioni, il lavoro di Beninati si estende anche alle tecniche del disegno, del collage, della sculture ed alla scrittura. 
Sia i suoi quadri che i disegni sono eseguiti con un lungo e laborioso processo di stratificazione della materia (pigmento nel primo caso e grafite o gesso nel secondo) a fissare la percezione del passare del tempo, attraverso cui si intravedono, più o meno distintamente i soggetti che in forza di questo gioco di rarefazione perdono il ruolo di soggetto assumendo quello di mero oggetto in un equilibrio naturale in cui nulla ha più peso del resto. 
I lavori di Beninati vengono spesso descritti come inquietanti e rasserenanti al tempo stesso.
Le Installazioni sono, in un certo senso, una proiezione di tutto ciò nella tridimensionalità. Si tratta quasi sempre di ambienti perniciosamente ricostruiti, spesso in scala 1:1, e con cura maniacale per i dettagli, perché risultino all'occhio del visitatore spazi totalmente reali, ma inseriti in contesti inverosimili. Il più delle volte tali ambienti non sono accessibili al pubblico ma soltanto visibili attraverso una finestra o una porta appena schiusa da cui è possibile cogliere soltanto un determinato scorcio, a volte persino riflesso su una superficie specchiante.
Tra le installazioni più emblematiche si ricordano:
- "'Ali Kaya's office' e 'Ali Kaya's bedroom'", Mardin Bienali, Mardin, Turchia, 2011
- "Svolgimento: ipotesi 1: tracciare la traiettoria dell'orbita del sole attorno alla terra attraverso il riallineamento di tutti i punti della ellisse della terra attorno al sole", XV Quadriennale di Roma, Roma, 2008[28]
- "To think of something", Biennale di Liverpool, Liverpool, 2008[29][30]
- "All things are from the ocean", Parrish Museum, Southampton, New York, 2008
- "Fruits from an ocean nearby", James Cohan Gallery, New York, 2007[31][32]
- "'Prendere appunti per un sogno da iniziare di pomeriggio e continuare la notte(e che non si cancella al risveglio)' ovvero 'Sveglliarsi su una spiaggia sotto il sole cocente'", Biennale di Venezia, 2005[33]

## Premi
- IOAM - Inside-Out Art Museum, Beijing, Pechino, 2013
- Civitella Ranieri Foundation Fellowship, 2010[34]
- Rome Prize, American Academy in Rome, 2007[17]
- Fulbright Award, 2006
- Premio del Pubblico – Padiglione italiano, 51 Biennale di Venezia, 2005
- Premio Darc per la giovane arte italiana, 2004[35]

## Beninati nelle collezioni e nei musei
- Zabludowicz Collection, Sarvisalo, Londra, New York[36]
- Logan Collection, Denver
- Lodeveans Collection, Londra[37]
- MAXXI - Museo nazionale delle arti del XXI secolo, Roma[10]

## Pubblicazioni

### Monografie
- S. Risaliti, "Manfredi Beninati", Cambi Editore, 2016 (ISBN 9788864032429)
- L. Barreca, V. Bruschi, "Manfredi Beninati", Edizioni Arianna, 2016 (ISBN 9788899981006)
- L. Poggiali, Manfredi Beninati, "Manfredi Beninati. Paintings", Cambi Editore, 2017 (ISBN 9788864032573)
- E. U. Raimondi, "Vita, arte e miracoli di Manfredi Beninati", Qanat, 2018 (ISBN 9788831903097)
- R. D'Angelo, "L'opera di Manfredi Beninati, artista per scommessa", 2015

### Saggi e cataloghi
- G. Guglielmino, "This is now. A geographical guide to cutting-edge contemporary art", Allemandi, 2013 (ISBN 9788842222651)
- P.P. Pancotto, "Arte contemporanea: del minimalismo alle ultime tendenze, Carocci Editore, 2010 (ISBN 9788843049615)
- M. Pignatti Morano, P. Colombo, "Premio per la giovane arte italiana 2004-2005. Manfredi Beninati, Lara Favaretto, Loris Cecchini, Carolina Raquel Antich", Electa, 2005 (ISBN 9788837037758)
- "Logo: Manfredi Beninati, Enzo Cucchi, Laboratorio Siccardi", Bandecchi & Vivaldi, 2015 (ISBN 9788883416309)
- Lewis Biggs, Sorcha Carey, Paul Domela, P. Ridley,"International 08. MADE UP", Liverpool University Press, 2008 (ISBN 9781846311710)
- L. Barreca, A. Lissoni, L. Lo Pinto, C. Paissan, "Terrazza. Artisti, storie, luoghi in Italia negli anni zero", Marsilio, 2015 (ISBN 9788831715119)
- Chiara Fagone, "Geografia di un interno", Milieu Edizioni, 2018 (ISBN 97888 98600809)
- Harriet Häussler and Aeneas Bastian, “Aus Künstlersicht – According to the Artists”, Kerber Verlag, 2009 (ISBN 9783866783638)
- Antonella Sbrilli, Maria Grazia Tolomeo, "Dall'oggi al domani. 24 ore nell'arte contemporanea", Manfredi Edizioni, 2016 (ISBN 9788899519148)
- Arlene Bonnant, Adrienne d?Arenberg, Vanessa Mathysen-Gerst, David Breuer-Weil, "The CAP collection", Cap Art, 2005 (ISBN 2881000525)
- Dan Jacobs, Jillian Desmond, Heather Gilland, Francesca Fiorentino, Nicole Saint, "Negotiating Reality. Recent works from the Logan Collection", University of Denver, 2006 (ISBN 0964887118)
- Dana Prescott, Carmela Vircillo Franklin, "American Academy in Rome. The school of Fine Arts. 2007", Palombi Editori, 2007 (ISBN 9788860600837)
- Mustafa Hulusi, JJ Charlesworth, "Expander", The Royal Academy of Arts, 2004
- Alicia G. Longwell, "Sand: Memory, Meaning and Metaphor", The Parrish Art Museum, 2008
- A. Angelidakis, N. Argyropoulou, D. Baldon, C. Marinos, C. Martinez, G. Papadopoulos, "Heaven", Athens Biennale, 2009 (ISBN 9789609889315)